# 森場忠和
森場 忠和（もりば ただかず、Tadakazu Moriba、1982年6月21日 - ）は日本の公認会計士、事業家、J-CROWN co.,Ltd.代表取締役、公認会計士森場事務所代表、埼玉県・鶴ヶ島市出身。

## 経歴
早稲田大学高等学院卒業、早稲田大学商学部卒業。
大学在学中友人がきっかけで「企業の名前に依存することがない」「個人に生涯紐付き、独立して仕事ができる」という点に強い魅力を感じ、大学2年から公認会計士の資格取得に向け勉強を開始。
2005年、大学卒業年度に公認会計士2次試験(旧2次試験)に合格。その後は監査法人トーマツに入所。トータルサービス1部にてIPO(株式上場)支援、上場企業の監査を実施。業務を行う中で特に上場を目指す経営者の情熱、グローバル企業の海外における仕事のあり方に刺激を受ける。それにより通常の公認会計士の事業領域、業務経験から脱して新しい挑戦を模索。
2009年、大前研一のアタッカーズビジネススクールで学ぶ。
2010年、大前研一が設立したBBT大学一期生として入学(2012年中退)、仕事を行いながら新たな学びを開始。同年、監査法人を退所後には、インターネットを利用した遠隔での学びをしながら3ヶ月の世界一周旅行を経験。ヨーロッパやアメリカを中心に、12か国25都市を周り、海外ビジネスを手掛ける日本人に憧れを持つようになる。
2011年、ディー・エヌ・エー、経営企画部門にて、新規プロジェクトの推進、数字管理、JV折衝・構築などを実施。組織内会計士として会計士関連のイベントにも登壇。
2013年に退職、同年タイ王国に渡り、会計事務所J-CROWNを設立。在タイ日本企業を支援。支援範囲は会計、税務、法律の相談および、タイにおける経営相談、組織構築、パートナー探し、M&A支援など多岐にわたる。
2016年-2017年 WAOJE(日本人起業家ネットワーク)タイ支部 副理事。
2021年、日本国内のベンチャー及びスタートアップ企業に対する財務戦略、資金調達、投資の支援業務を行う。

## 人物
会計士としてのバックボーン、そして行動力、推進力が強みと語る。
タイバンコクにおける現地の日本人ネットワーク、タイ人ネットワークには定評がある。
日本人として、日本-タイ双方の言語、文化を理解した上で互いに利益を生み出す機会を作り出すことをライフワークとしている。
趣味は海外旅行とタイマッサージ。

## 書籍

### 著書

#### 2021年
- 『タイで見つける最幸の働き方 - タイ語がほとんど話せない僕がバンコクでベンチャー社長になった理由 - 』（2021年8月、梓書院、ISBN 9784870357204）[6]。[7]。